# Едгардо Бауса
Едгардо Бауса (ісп. Edgardo Bauza, нар. 26 січня 1958, Санта-Фе) — аргентинський футболіст, що грав на позиції захисника. По завершенні ігрової кар'єри — футбольний тренер. З 2018 року очолює тренерський штаб команди «Росаріо Сентраль».
Вихованець клубу «Росаріо Сентраль», з яким став дворазовим чемпіоном Аргентини. Крім цього виступав за «Індепендьєнте», колумбійський «Атлетіко Хуніор» і мексиканський «Веракрус», а також національну збірну Аргентини, у складі якої був учасником чемпіонату світу 1990 року.
Як тренер здобув найбільших успіхів у еквадорському «ЛДУ Кіто», з яким здобув Кубок Лібертадорес, Рекопу Південної Америки та двічі ставав чемпіоном Еквадору. Крім того здобував трофеї і з клубами «Спортінг Крістал» (чемпіон Перу) та «Сан-Лоренсо» (Кубок Лібертадорес).

## Клубна кар'єра
Вихованець клубу «Росаріо Сентраль». У дорослому футболі дебютував 1977 року виступами за команду клубу «Росаріо Сентраль», в якій провів п'ять сезонів, взявши участь у 180 матчах чемпіонату. Більшість часу, проведеного у складі «Росаріо Сентраль», був основним гравцем захисту команди. Інколи Бауса виходив на поле в ролі центрального нападника, коли потрібно було додати мощі атаці. З цим завданням тренерів він справлявся на відмінно і часті підключення в атаку стали його фірмовим знаком. Коли клуб розлучився з основним захисниками команди Кемпесом та Кіллером, тренер без будь-яких сумнівів довірив місце в основному складі Едгардо Баусі. Партнером у нього став ще один вихованець клубу, Хорхе Альберто Гарсія, з яким вони створили непрохідний центр оборони і допомогли команді стати чемпіонами Аргентини 1980 року.
1983 року Едгардо перебрався в еквадорський «Атлетіко Хуніор», у складі якого двічі ставав віце-чемпіоном країни, після чого повернувся на батьківщину, ставши гравцем «Індепендьєнте» (Авельянеда).
1986 року Бауса провернувся в «Росаріо Сентраль», якому вдруге допоміг стати чемпіоном Аргентини, після чого сезон 1990 року провів у мексиканському «Веракрусі».
Завершив професійну ігрову кар'єру у рідному клубі «Росаріо Сентраль», де недовго грав протягом 1992 року. Всього, забивши 109 голів у 499 матчах, зайняв четверте місце в десятці найкращих захисників-снайперів за всю історію футболу за версією Міжнародної федерації футбольної історії та статистики (IFFHS).

## Виступи за збірну
1981 року дебютував в офіційних матчах у складі національної збірної Аргентини. Проте після цього до лав збірної не викликався і лише 1990 року тренер Карлос Білардо повернувся гравця до збірної і навіть несподівано включив до заявки на чемпіонат світу 1990 року в Італії, де команда здобула «срібло», проте Бауса на полі так і не з'явився.
Всього провів у формі головної команди країни лише 3 матчі.

## Кар'єра тренера
Розпочав тренерську кар'єру, повернувшись до футболу після невеликої перерви, 1998 року, очоливши рідний «Росаріо Сентраль».
Згодом очолював аргентинські «Велес Сарсфілд» та «Колон», проте значних успіхів не здобув.
2004 року Едгардо очолив перуанський «Спортінг Крістал», з яким вже наступного сезону став чемпіоном Перу, але 2006 року знову повернувся в «Колон».
З 2006 по 2013 рік очолював «ЛДУ Кіто» (з невеликою перервою на роботу 2009 року в саудівському «Аль-Насрі» (Ер-Ріяд)). У складі еквадорського клубу став володарем Кубка Лібертадорес 2008, за що був визнаний тренером року в Південній Америці. Крім цього Бауса з клубом виграв Рекопу Південної Америки (2010) та двічі ставав чемпіоном Еквадору (2007, 2010).
2013 року Бауса оголосив про тимчасовий відхід з футболу, але ще до кінця року, в грудні, стало відомо про його призначення на пост головного тренера «Сан-Лоренсо», з яким в першому ж сезоні Бауса вдруге в своїй тренерській кар'єрі виграв Кубок Лібертадорес.
17 грудня 2015 року призначений головним тренером бразильського «Сан-Паулу». Контракт підписаний до кінця 2016 року.
1 серпня 2016 року, після тривалих переговорів з різними претендентами, Бауса був призначений на посаду головного тренера збірної Аргентини. 4 серпня 2016 року покинув «Сан-Паулу» після домашнього матчу 18-го туру чемпіонату Бразилії проти «Атлетіко Мінейро» (1:2). Пропрацював в аргентинській збірній менше року — вже 11 квітня 2017 його було звільнено за незадовільні результати команди, яка незадовго до того програла 0:2 матч відбору до чемпіонату світу збірній Болівії і опустилася на п'ятий рядок турнірної таблиці, який вже не дає права потрапляння напряму до фінальної частини чемпіонату світу.
А вже за місяць, 12 травня 2017 року, був призначений очільником тренерського штабу національної збірної ОАЕ. Під його керівництвом еміратська збірна протягом чотирьох місяців провела чотири гри, в яких двічі виграла, один матч звела унічию та одного разу програла, не виконавши завдання виходу на чемпіонат світу 2018.
У вересні 2017 року, пішовши у відставку з посади головного тренера збірної ОАЕ, обійняв аналогічну посаду у збірній Саудівської Аравії. Проте в цій команді його перебування було ще менш тривалим — вже 22 листопада його було звільнено.
Повернувшись на батьківщину, у травні 2018 року був призначений головним тренером команди «Росаріо Сентраль».

## Титули і досягнення

### Як гравця
- Чемпіон Аргентини (2):

«Росаріо Сентраль»: 1980, 1986-87
- Віце-чемпіон світу: 1990

### Як тренера
- Володар Кубка Лібертадорес (2):

«ЛДУ Кіто»: 2008
«Сан-Лоренсо»: 2014
- Переможець Рекопи Південної Америки (1):

«ЛДУ Кіто»: 2010
- Чемпіон Перу (1):

«Спортінг Крістал»: 2005
- Чемпіон Еквадору (2):

«ЛДУ Кіто»: 2007, 2010
- Володар Кубка Аргентини (1):

«Росаріо Сентраль»: 2018

### Особисті
- Футбольний тренер року в Південній Америці: 2008